# النا گروشینا
النا گروشینا (روسی: Елена Эдуардовна Грушина؛ زادهٔ ۸ ژانویهٔ ۱۹۷۵) رقصنده روی یخ اهل اوکراین است. وی همچنین از اسکیت‌بازان نمایشی در بازی‌های المپیک زمستانی ۱۹۹۸، ۲۰۰۲ و ۲۰۰۶ بوده‌است. او از برندگان مدال‌های بازی‌های المپیک زمستانی ۲۰۰۶ است.

## زندگی
گروشینا در اودسا زاده شد.